# Cladonia macilentoides
Cladonia macilentoides Ahti & Fleig (1995), è una specie di lichene appartenente al genere Cladonia,  dell'ordine Lecanorales.
Il nome proprio deriva dal suffisso greco οειδής, cioè -oeidès, che significa somigliante, che sembra, a modello di, e sta ad indicare la somiglianza di questa specie con la C. macilenta

## Caratteristiche fisiche
Il fotobionte è principalmente un'alga verde delle Trentepohlia.

## Località di ritrovamento
La specie è stata rinvenuta nelle seguenti località:
- Brasile (Minas Gerais; Parque Nacional dos Aparados da Serra, nello stato di Rio Grande do Sul);
- Costa Rica

## Tassonomia
Questa specie appartiene alla sezione Cocciferae; a tutto il 2008 non sono state identificate forme, sottospecie e varietà.